# 瓦夫尔地区埃梅维尔
瓦夫尔地区埃梅维尔（法語：Herméville-en-Woëvre，法語發音：[ɛʁmevil ɑ̃ wavʁ]）是法国默兹省的一个市镇，属于凡尔登区。

## 地理
瓦夫尔地区埃梅维尔（49°10'43"N, 5°35'34"E）面积14.64 平方千米，位于法国大東部大區默兹省，该省份为法国西北部内陆省份，北与比利时接壤，西接马恩省和阿登省，南至上马恩省和孚日省，东临默尔特-摩泽尔省。
与瓦夫尔地区埃梅维尔接壤的市镇（或旧市镇、城区）包括：瓦尔克、阿博库尔-欧特库尔、布拉基、埃坦、弗罗默泽、瓦夫尔地区格里莫库尔、居桑维尔、莫朗维尔、瓦夫尔城。

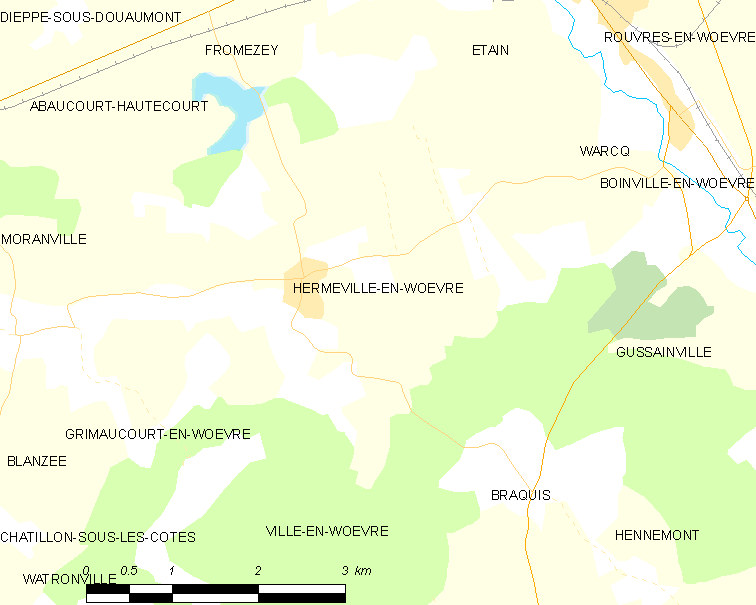
瓦夫尔地区埃梅维尔的OSM定位图

瓦夫尔地区埃梅维尔的时区为UTC+01:00、UTC+02:00（夏令时）。

## 行政
瓦夫尔地区埃梅维尔的邮政编码为55400，INSEE市镇编码为55244。

## 政治
瓦夫尔地区埃梅维尔所属的省级选区为埃坦县。

## 人口

1962-2008年间瓦夫尔地区埃梅维尔人口变化图示

瓦夫尔地区埃梅维尔于2022年1月1日时的人口数量为221人。